# Vabalkšnė
Vabalkšnė je řeka 3. řádu na jihu Litvy v okrese Kazlų Rūda, levý přítok řeky Pilvė, do které se vlévá mezi vesnicemi Kajackiškė a Bebruliškė, 25,6 km od jejího ústí do Šešupė. Pramení na jihozápadním okraji vsi Mačiuliškės, 21,5 km západně od okresního města Prienai. Na horním toku se nazývá Pavobelkė. Teče zpočátku směrem severovýchodním a již po necelých 0,5 km protéká ve vsi Mačiuliškės rybníkem Mačiuliškių tvenkinys. Dále pokračuje klikatě v celkovém směru severoseverovýchodním, u vsi Linmargis se stáčí do směru severozápadního, po soutoku s Asinisem dostává název Vabalkšnė a pokračuje ve směru celkově severním, po soutoku s řekou Lapė křižuje dálnici A5 a postupně se stáčí přes směr západní až do směru západojihozápadního, před obcí Ąžuolų Būda se vrací k západu, počíná silně meandrovat, v obci protéká rybníkem Ąžuolų Būdos tvenkinys a zanedlouho se vlévá do složitího komplexu rybníků Pilvės-Vabalkšnės tvenkinys u vsi Didžioji Trakiškė a jejich prostřednictvím do řeky Pilvė. Horní a část středního toku jsou regulovány.

## Přítoky
- Levé:

| Hydrologické pořadí | Řeka    | Délka (km) | Povodí (km²) | Vzdálenost od ústí (km) | Ústí kde          | Koordináty ústí                  |
| ------------------- | ------- | ---------- | ------------ | ----------------------- | ----------------- | -------------------------------- |
| 15010423            | Asinis  | 5,4        | 15,2         | 16,7                    | Subačiškės        | 54°41′8″ s. š., 23°36′14″ v. d.  |
| 15010429            | Molupis | 5,5        | 7,0          | 1,3                     | Didžioji Trakiškė | 54°42′17″ s. š., 23°28′32″ v. d. |

- Pravé:

| Hydrologické pořadí | Řeka       | Délka (km) | Povodí (km²) | Vzdálenost od ústí (km) | Ústí kde   | Koordináty ústí                  |
| ------------------- | ---------- | ---------- | ------------ | ----------------------- | ---------- | -------------------------------- |
| 15010424            | Lapė       | 5,9        | 8,0          | 15,3                    | Subačiškės | 54°41′44″ s. š., 23°36′19″ v. d. |
| 15010425            | Pirtėlupis | 4,7        | 5,2          | 14,5                    | Pavobelkė  | 54°42′6″ s. š., 23°35′58″ v. d.  |
| 15010426            | Kokė       | 9,3        | 32,6         | 13,1                    | Guobai     | 54°42′27″ s. š., 23°34′54″ v. d. |